# Une longue vie heureuse
Pour le film de Boris Khlebnikov sorti en 2013, voir Une longue vie heureuse (film, 2013).
Pour plus de détails, voir Fiche technique et Distribution.
Une longue vie heureuse (Долгая счастливая жизнь, Dolgaya schastlivaya zhizn) est un film soviétique réalisé par Guennadi Chpalikov, sorti en 1966,.

## Fiche technique
- Photographie : Dmitri Meskhiev
- Musique : Viatcheslav Ovtchinnikov
- Décors : Boris Bykov
- Montage : Alexandra Borovskaia

## Distribution
- Inna Goulaïa : Léna ;
- Oleg Belov : l'ami de Léna ;
- Kirill Lavrov : Victor ;
- Elizaveta Akoulitcheva : serveuse ;
- Alexeï Gribov : Firs ;
- Alla Tarassova : Ranevskaïa ;
- Pavel Louspekaïev : Pavel, l'interlocuteur de Victor au buffet du théâtre ;
- Lilia Gourov : femme de ménage dans une maison de vacances.